# 傻瓜粘土

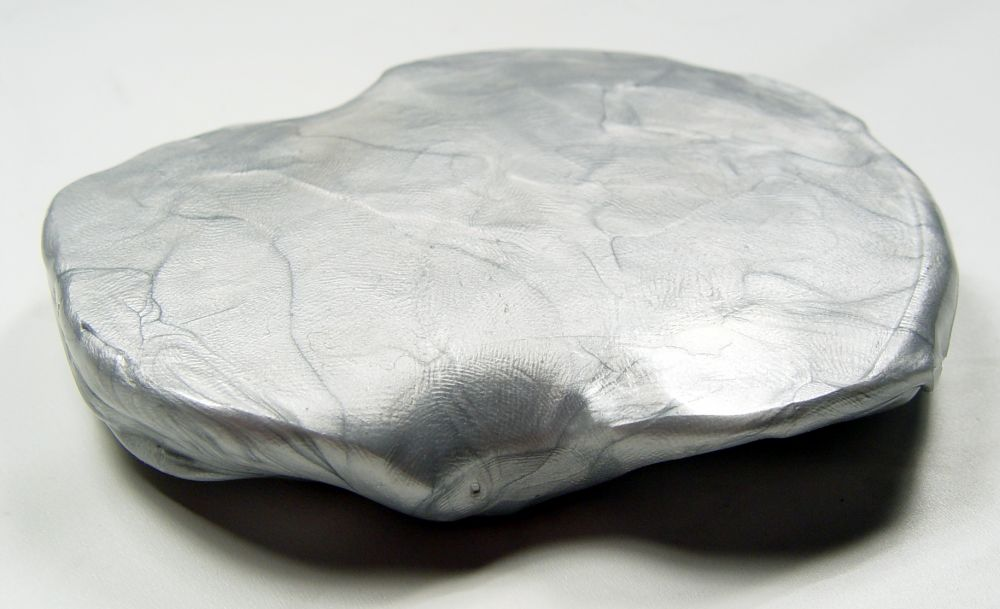
银色的傻瓜粘土

傻瓜粘土是一种矽氧樹脂聚合物玩具。它可以像液体一样流动，而且還能拉伸。它含有黏弹性的液態矽氧樹脂，這是一种非牛頓流體。它最初是美國在第二次世界大战期間為研究潛在的天然橡胶替代品而發明的。 